# Lee Shumway
Lee Shumway (4 de março de 1884 – 4 de janeiro de 1959) foi um ator norte-americano. Natural de Salt Lake City, Utah, ele atuou em 417 filmes entre 1909 e 1953.

## Filmografia selecionada
- Behind the Lines (1916)
- The Conspiracy (1916)
- Guilty (1916)
- The Siren's Song (1919)
- Step on It! (1922)
- Over The Border (1922)
- Brawn of the North (1922)
- The Yankee Consul (1924)
- The Night Hawk (1924)
- American Manners (1924)
- The Bad Lands (1925)
- The Man from Red Gulch (1925)
- The Bat (1926)
- Great Mail Robbery (1927)
- Let It Rain (1927)
- The Lone Defender (1930)
- The Preview Murder Mystery (1936)
- The Night Riders (1939)
- The Long Voyage Home (1940)
- Prairie Pioneers (1941)
- Pacific Blackout (1941)
- Flame of Barbary Coast (1945)